# Saab Lancia 600

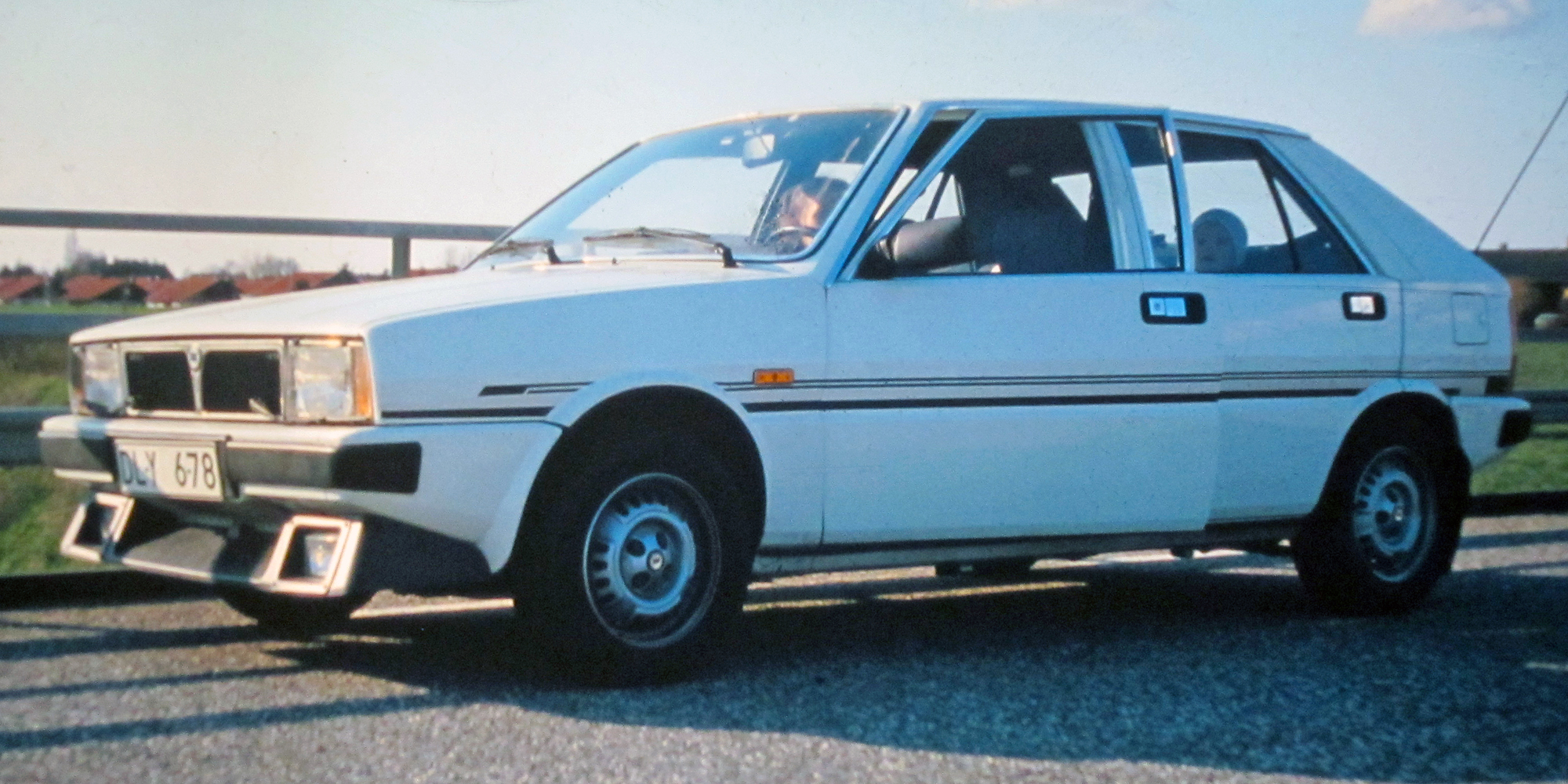
Saab Lancia 600 (1981)

Der Saab Lancia 600 war ein gemeinsam von Saab und Lancia entwickeltes PKW-Modell basierend auf dem Lancia Delta.

## Modellgeschichte
Kurz nach dem Auslaufen der Fertigung des Saab 96 im Januar 1980 wurde der Saab Lancia 600 in den nordischen Ländern eingeführt. Saab hatte bereits vorher mit Lancia zusammengearbeitet und den kleinen Autobianchi A112 seit 1974 als Lancia A112 in den nordischen Ländern vertrieben. 
Der 600 wurde der Kundschaft als „echter“ Saab angeboten, der lediglich in Italien gefertigt wurde. An der Entwicklung des Heizungs- und Lüftungssystems war Saab beteiligt. Der Verkauf begann vielversprechend, doch mit Beginn der kalten Jahreszeit offenbarte sich die Heizungsanlage als ungeeignet für das Klima im Norden. Dadurch brach der Verkauf zusammen, und es dauerte bis 1983, bis die Fahrzeuge des Jahrgangs 1980 abverkauft waren, was nur mit hohen Rabatten gelang. Der Wagen wurde noch bis 1986 in Schweden angeboten, wobei er allerdings nicht mehr als Saab, sondern als Lancia beworben wurde.
Der Jahrgang 1980 wurde ebenfalls in Dänemark, Norwegen und Schweden vertrieben. Allerdings verkaufte er sich wegen seines hohen Preises in Dänemark und Norwegen noch schlechter als in Schweden. Auch in Finnland war Saab Importeur für den Saab Lancia 600. Hier wurde der Wagen allerdings nicht beworben, da er zu dem von Saab-Valmet produzierten Horizon in Konkurrenz stand.
Es gab das Fahrzeug in drei Varianten: als 600 GL mit 1300 cm³ und 55 kW (75 PS), als 600 GLS mit 1500 cm³ und 63 kW (85 PS) und die 1500er Version auch als 600 GLE. Das „E“ stand nicht für Einspritzung, sondern bezeichnete eine Luxusausstattung. Ab 1983 wurde nur noch die Variante mit 1500 cm³ und 63 kW angeboten. Die GLS- und GLE-Versionen waren ausschließlich für Schweden bestimmt.